# Lambert Lütkenhorst
Lambert Lütkenhorst (* 4. Juli 1948 in Dorsten) ist ein deutscher Politiker (CDU). Er war von 1999 bis 2014 hauptamtlicher Bürgermeister der nordrhein-westfälischen Stadt Dorsten.

## Leben
Lambert Lütkenhorst absolvierte eine Ausbildung zum Buchdrucker, danach war er technischer Betriebsleiter. Beim Katholisch-Sozialem Institut (KSI) in Bad Honnef ließ er sich zum Organisationssekretär ausbilden. Er war Bezirkssekretär, dann Leiter der Regionalstelle Recklinghausen der Katholischen Arbeitnehmer-Bewegung (KAB) und bis 1999 Referent für Berufs- und Arbeitswelt beim Bistum Münster.
Er ist verheiratet und hat eine Tochter und zwei Enkel.

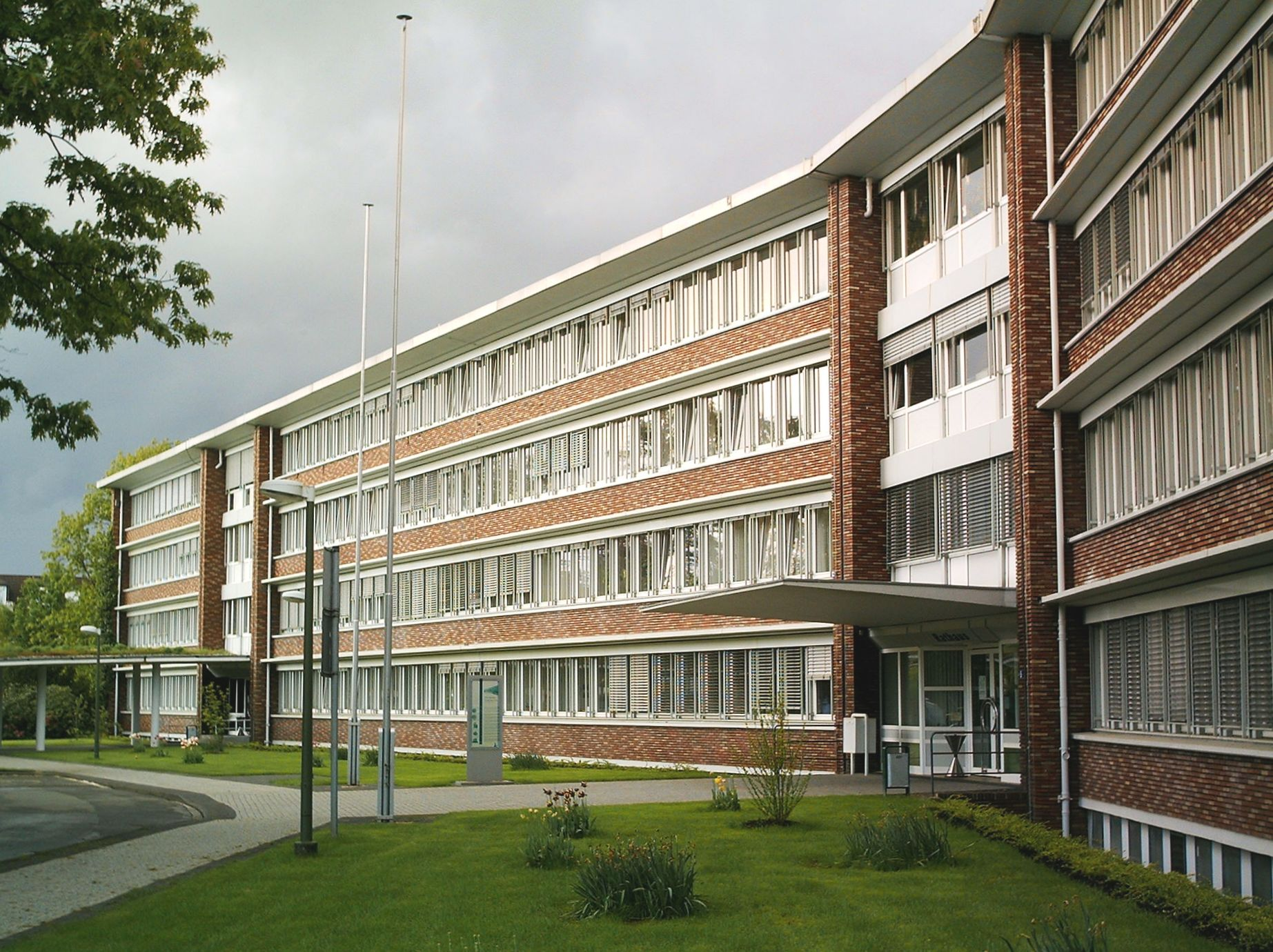
Das Rathaus in Dorsten 2005

## Bürgermeisteramt
Im Jahr 1999 wurde er als Nachfolger von Karl-Christian Zahn hauptamtlicher Bürgermeister von Dorsten. Am 26. September 1999 wurde er mit 61,3 Prozent der gültigen Stimmen gewählt, 2004 wurde er mit 64,3 Prozent der gültigen Stimmen wiedergewählt, 2009 mit 55,0 Prozent. Für die Bürgermeisterwahl 2014 gab er im November 2013 bekannt, nicht mehr zu kandidieren. Sein Nachfolger wurde Tobias Stockhoff (CDU).
Lambert Lütkenhorst engagiert sich unter anderem als Mitglied des Verbandsrates des Lippeverbandes, des Regionalbeirates Nord der RWE, des Verwaltungsrates des Westfälischen Landestheaters (WLT), des Beirates des Dorstener Jüdischen Museums Westfalen und des RAG-Regionalbeirates. Er ist Vorsitzender der Tisa von der Schulenburg-Stiftung. Im Rat der Gemeinden und Regionen Europas (RGRE) ist er Mitglied des Ausschusses für kommunale Entwicklungszusammenarbeit. Bei einer ehrenamtlichen Dorstener Hörspielreihe ist er der Sprecher.